# Splog
Un splog, parfois francisé en splogue (mot-valise issu de la contraction des mots spam et blog), est un blogue dont le but est d'augmenter la cote PageRank de Google d'un ou de plusieurs sites affiliés ou de servir de pointeur vers d'autres sites Web à indexer. Il s'agit d'un type de référencement abusif (spamdexing).
Il ne faut pas confondre le splog (spam blog), qui est un blogue sans contenu informatif, et le spam dans un blogue, qui est l'enregistrement de commentaires sans contenu informatif dans un blog authentique.
Le contenu du splog est souvent incompréhensible et contient du texte ou des images copiés d'autres sites et/ou forums sans autorisation.
Ce contenu contient un taux très élevé d'hyperliens qui pointent vers les sites maintenus par son créateur. Ces autres sites sont souvent quelconques, pour ne pas dire inutiles. Généralement un ensemble de ces pages quelconques et de splogs servent seulement à référencer un seul site web (dans un but publicitaire).
En 2005, ils sont devenus un problème important pour les sites gratuits qui accueillent les blogs, tel que Blogger, car ils consomment de l'espace disque et de la bande passante, tout en polluant l'espace de recherche des moteurs de recherche.
Ce terme est devenu populaire vers la mi-août 2005, lorsque Mark Cuban a affirmé les utiliser. Cependant, il y avait déjà eu quelques utilisations des splogs depuis 2003. On rencontre parfois une utilisation des splogs dans des cas de bombardement Google.
Dans le but de combattre cette plaie d'Internet, différents services de dénonciation ont été créés pour rapporter l'adresse de ces splogs. Cela permet aux moteurs de recherche de les exclure. Splog Reporter est le pionnier dans ce domaine.
Les splogs font partie de ces techniques de référencement non éthique qui ont poussé les moteurs de recherche à créer le tag nofollow.